# Titi Rantai
Titi Rantai is een bestuurslaag in het regentschap Medan van de provincie Noord-Sumatra, Indonesië. Titi Rantai telt 9032 inwoners (volkstelling 2010).